# John Arch
John Maurice Archambault (Colorado Springs, Colorado, 15. svibnja 1959.) je američki pjevač.
Najpoznatiji je kao osnivač progresivnog metal sastava Fates Warning. Nakon trećeg albuma kojeg je snimio sa sastavom Fates Warning (Awaken the Guardain 1986. godine) Arch je napustio sastav zbog problema u privatnom životu. Arch se držao podalje progresivne metal scene gotovo 17 godina (osim iznimke što se prijavio na audiciju za sastav Dream Theater 1991. godine), a 2003. godine je potom izdao svoj solo EP A Twist of Fate. S njime su na albumu radili gitarist Jim Matheos, bubnjar Dream Thaetera Mike Portnoy i basist Joey Vera. Njegov EP dobio je pozitivne kritike u mnogim recenzijama.
Njegov glas često uspoređuju s pjevačem sastava Queensrÿche Goeffom Tateom.

## Diskografija

### Fates Warning
- Night on Bröcken (1984.)
- The Spectre Within (1985.)
- Awaken the Guardian (1986.)

### John Arch
- A Twist of Fate (2003.)